# Habrodais unicolor
Habrodais unicolor är en fjärilsart som beskrevs av Fitch. Habrodais unicolor ingår i släktet Habrodais och familjen juvelvingar. Inga underarter finns listade i Catalogue of Life.